# Кавазаки Фронтале
Кавазаки Фронтале (Kawasaki Furontāre) е японски футболен отбор от град Кавазаки.
Тимът е основан през 1955 г. в Кавазаки, префектура Канагава под името Фуджицу. До създаването на Джей лигата той има само едно участие в елита през 1977 г., но за сметка на това печели Втора дивизия във всеки един от трите ѝ варианта. През 1997 г. тимът се преименува на Кавазаки Фронтале.

## Успехи
- J. League висша лига:
  - Шампион (2): 2017, 2018

## Прочути футболисти
- Хорхе Дели Валдес – Панама
- Хълк (футболист) – Бразилия